# Escudo de Irlanda del Norte
El escudo de armas de Irlanda del Norte fue otorgado por el gobierno de Irlanda del Norte en 1924, después de producirse la separación del Estado Libre de Irlanda del Reino Unido. Su aprobación fue sancionada por el rey Jorge V y fue expedida a través del Ministerio del Interior británico, el 2 de agosto de 1924. El diseño original fue obra de Neville Rodwell Wilkinson, Rey de Armas del Úlster y fue completado por su ayudante Thomas Ulick Sadleir.
El escudo de Irlanda del Norte es un campo de plata con una cruz de gules con sus brazos iguales que es la cruz de San Jorge (figura en la bandera de Inglaterra). Sobre el todo, una estrella de seis puntas de plata surmontada por la “Corona Imperial” (del Reino Unido) cargada con una mano diestra extendida de gules.
El escudo está sujeto por dos soportes en terminología heráldica. Un león rampante de oro, coronado del mismo metal, con la Corona de San Eduardo, linguado, uñado y armado de gules que aparece representado portando un estandarte en el que figuran elementos del escudo de Irlanda: En un campo de azur, un arpa de oro con cuerdas de plata. El león figura en el escudo de armas del monarca británico. La segunda figura es un alce heráldico de plata que sostiene el estandarte con las armas de los De Burgo, condes del Úlster, que consiste en un campo de oro con una cruz de gules.
En 1971 El Colegio Heráldico del Reino Unido añadió la base sobre la que descansan las figuras de los soportes. En la misma, figura en una cinta de plata, el lema "Quis separabit?" (Quien [nos] separará?) que fue usado por vez primera por la Orden de San Patricio en el siglo XVIII.
Cuando en 1973 fue abolido el gobierno de Irlanda del Norte, el escudo de armas perdió su uso oficial pero hasta la fecha no ha sido reemplazado por otro.